# Вьетнамско-израильские отношения
Вьетнам и Израиль установили дипломатические отношения 12 июля 1993 года, после чего Израиль открыл своё посольство в Ханое в декабре 1993 года. Первым вьетнамским послом в Израиле является Динь Суан Лыу (вьет. Đinh Xuân Lưu). Он работает в посольстве Вьетнама в Тель-Авиве. Связи между двумя странами как правило дружелюбные и стабильные. Вьетнам выражал интерес в развитии оборонного сотрудничества с Израилем. В Израиле работает большое количество вьетнамцев, Израиль также поставлял гуманитарную помощь во Вьетнам в некоторых случаях. Согласно сообщениям, примерно 2 000 вьетнамских студентов учатся в Израиле. Две страны также сотрудничают в сфере сельского хозяйства, информационных технологий, биотехнологии; культурный обмен между странами также достаточно интенсивный.

## Дипломатические отношения
В 1946 году будущий израильский премьер-министр Давид Бен-Гурион и председатель политбюро Северного Вьетнама Хо Ши Мин останавливались в одном и том же отеле в Париже и очень подружились. Хо Ши Мин предложил Бен Гуриону еврейский дом-в-изгнании во Вьетнаме. Бен-Гурион отклонил предложение, сказав Хо Ши Мину: «Я уверен, мы сможем основать еврейское государство в Палестине».
Вьетнам и Израиль наладили дипломатические отношения 12 июля 1993 года. Израиль открыл посольство в Ханое в декабре 1993 года, а Давид Матнаи стал первым израильским послом в этой стране.
Первым вьетнамским послом в Израиле был Динь Суан Лыу, который представил свою вверительную грамоту израильскому президенту Шимону Пересу 8 июля 2009 года. Посол работает в посольстве по адресу ул. Вайцмана, д.4, Тель-Авив, впервые с установления дип. отношений в 1993 году. Предыдущий посол был нерезидентным послом и работал из Каира. На встрече, президент Шимон Перес сказал новому послу: «Я поздравляю вьетнамское правительство по поводу их решения открыть посольство в Израиле. Открытие посольства открывает новую эру в отношениях между нашими странами.»
С момента установления дипломатических отношений оба государства часто проводили взаимные визиты на различных уровнях и укрепляли двусторонние связи в бизнесе, образовании, культуре, технологическом сотрудничестве и сельском хозяйстве. Визиты, организованные израильским правительством включают делегации, состоящие из предпринимателей и бизнесменов, академических групп, журналистов, артистов и музыкантов, юристов и др.
В январе 2010 года Динь Суан Лыу заявил, что ключевым моментом для Израиля является расширение сотрудничества с Вьетнамом благодаря высокому развитию высокотехнологичной области промышленности и таким её отраслям как информационные технологии, аэрокосмическая область, применение биотехнологии в сельском хозяйстве для увеличения производительности: все эти области крайне важны для модернизации Вьетнама. В сентябре 2011 года он и вьетнамский министр обороны, генерал-лейтенант Чыонг Куанг Кхань возглавили рабочую делегацию от оборонного ведомства, которая посетила Израиль. В июле 2012 года он говорил о сильных связях между Вьетнамом и Израилем, а также о возможных будущих партнерских программах.
В ноябре 2011 года по приглашению вьетнамского президента Чыонг Тан Шанга, его израильский коллега Шимон Перес посетил Вьетнам с официальным визитом с 21 по 27 ноября 2011 года. Его сопровождали министры и делегация бизнесменов. Этот первый визит на высшем уровне должен был укрепить и расширить политические и экономические связи между двумя странами.
В сентябре 2012 года Динь Суан Лыу сказал, что дружба и сотрудничество между Израилем и Вьетнамом уходит корнями ко встрече в 1946 году между премьер-министром и президентом Демократической республики Вьетнам Хо Ши Мином и Давидом Бен-Гурионом. Он также заявил, что торговля между двумя странами увеличилась до $660 млн в первые 8 месяцев 2012 года. Он говорил о сотрудничестве между двумя странами в сельском хозяйстве, технологии водных ресурсов, информационных технологиях, телекоммуникациях, образовании и внутренней безопасности.
Будущий президент Вьетнама Чан Дай Куанг посетил Израиль в 2014 году и встретился со своим израильским коллегой Реувеном Ривлином.
Израильский министр Ципи Хотовели посещала Вьетнам в августе 2015 года. Заместитель вьетнамского премьер-министра посетил Израиль в декабре того же года и встретился с премьер-министром Биньямином Нетаньяху и другими официальными лицами.
В 2016 году заместитель вьетнамского премьер-министра Выонг Динь Хюэ заявил, что Вьетнам должен учиться у Израиля развивать атмосферу для создания стартапов.
В октябре 2016 года вьетнамский президент Чан Дай Куанг встречался с израильским послом во Вьетнаме Мейрав Эйлион-Шахар и похвалил тёплые отношения между двумя странами. Он также заявил, что Израиль и Вьетнам должны развивать экономические и деловые связи, а также открыть прямое сообщение между странами для развития сотрудничества и туризма.
Министр общественной безопасности Вьетнама генерал То Лам посетил Израиль в ноябре 2016 года и встретился с израильским премьером Нетаньяху.
В марте 2017 года израильский президент Реувен Ривлин посетит Вьетнам с недельным официальным визитом по приглашению своего вьетнамского коллеги. Он также примет участие в работе экономического форума в этой стране.

## Сотрудничество

### Экономика и финансы
Израильские бизнесмены проявляли постоянный интерес к Вьетнаму, и организовывали многочисленные бизнеспоездки в эту страну для исследования возможностей инвестирования в сельское хозяйство, водные ресурсы, туризм, георазведку по нефти и газу, из переработке, телекоммуникациям и фармацевтической промышленности. В августе 2004 года Израиль и Вьетнам подписали Соглашение о сотрудничестве в экономике и торговле, важный юридический основной документ для развития будущих торговых отношений. Двусторонняя торговля достигла 70 млн долл. США в 2005 году. Две израильских корпорации Agronet и Astraco открыли свои представительства в Ханое.
Технология и новые разработки, разработанные в киббуце Афиким будут использоваться в полумиллиардном проекте по производству молочных продуктов во Вьетнаме. Проект включает в себя строительство фермы на 30 000 коров и поставку 500 000 литров молока в день, что составляет ок. 40 % от общего количества настоящего потребления этого продукта во Вьетнаме. Афиким также будет отвечать за все стадии развития этого предприятия, включая разванение и подготовки земли для пастбищ, где будут питаться коровы.
Правительства Вьетнама и Израиля подписали соглашение о предотвращении двойного налогообложения в Ханое 4 августа 2009 года. Таким образом воздана здоровая среда для развития делового сотрудничества. Документ подписали исполнительный министр финансов Вьетнама Tran Xuan Ha и посол Израиля во Вьетнаме Эффи Бен-Матитьяу. Они оба указали на важность соглашения в развитии экономических и торговых связей между двумя странами. Израиль и Вьетнам также работают над завершением соглашения о свободной торговле, которое позволит ещё больше расширить деловые между государствами.
Израильское правительство помогало тренировать и обучать вьетнамцев в области сельского хозяйства, водных ресурсов, скотоводства, производстве молочных продуктов. Вьетнам, который сегодня считается одной из ведущих экономик развивающегося мира относит часть своего успеха на счет сотрудничества с Израилем в технологии и развитии сельского хозяйства.
В 2017 году товарооборот между Израилем и Вьетнамом составил более $1 млрд, из которого $713 млн пришлось на поставку вьетнамской продукции в Израиль и $347 млн — на израильский экспорт во Вьетнам.
20 июня 2018 года в Иерусалиме состоялся пятый раунд переговоров о свободной торговле, на котором был достигнут значительный прогресс в вопросах импорта товаров и услуг. Также обсуждались налогообложение, инвестиции и размещение государственных заказов. Следующий шестой раунд планируется в конце этого же года в Ханое.
В июле 2021 года состоялась видеоконференция с участием глав правительств Израиля и Вьетнама — Нафтали Беннета и Фам Минь Тиня, соответственно. На переговорах была достигнута договорённость об ускорении переговоров по соглашению о свободной торговле, а также об улучшении сотрудничества в сферах сельского хозяйства, инноваций, образования, в сфере труда и в клинических испытаниях вакцины от коронавируса. Беннет также пригласил своего коллегу посетить Израиль в канун тридцатилетия установления дипломатических отношений.
В июле 2023 года Израиль посетил министр экономики Вьетнама Нгуен Хон Дьен. В рамках визита, приуроченного к 30-летию установления дипломатических отношений между двумя странами, он вместе с министром экономики Израиля Ниром Баркатом подписал соглашение о свободной торговле. На церемонии подписания, проходившей в Иерусалиме, присутствовали премьер-министр Израиля Биньямин Нетаниягу и вице-премьер Вьетнама Тран Лу Куан.

### Военное сотрудничество
Большое количество израильские военных экспертов были впечатлены развитием вьетнамской армии и оборудования, поэтому израильское правительство и ЦАХАЛ развивают тесное сотрудничество с вьетнамской народной армией. Первая израильская военная миссия во Вьетнаме была начата в 2012—2013 годах. Вьетнамское правительство продолжает выражать интерес в дальнейшем сотрудничестве, и даже в совместных военных учениях.
В 2015 году Вьетнам приобрел системы противовоздушной обороны «Паук» (Spider) производства израильского концерта «Rafael» на сумму $600 млн. На то время это была крупнейшая оборонная сделка между двумя странами.
В октябре 2018 года Вьетнам посетила делегация во главе с генеральным директором министерства обороны Израиля Уди Адамом. В рамках израильско-вьетнамского оборонного диалога её принял Нго Суан Лить, министр обороны Вьетнама. На встрече обсуждалось укрепление взаимопонимания и доверия между вооруженными силами двух стран и повышения эффективности их сотрудничества.
В сентбяре 2022 года Израиль посетила высокопоставленная делегация министерства обороны Вьетнама во главе с заместителем командующего ВВС и начальником ПВО. Цель визита — продвижение крупной сделки по приобретению трех зенитно-ракетных комплексов Barak-8, общей стоимостью в полмиллиарда долларов.
По состоянию на осень 2022 года за всю историю двусторонних отношений, Вьетнам приобрел израильского вооружения на общую сумму около $ 1,5 млрд.
В феврале 2025 года компания «Израильская аэрокосмическая промышленность» (IAI) заключила контракт с разведывательной службой армии Вьетнама на поставку двух разведывательных спутников на сумму $ 680 млн. По сведениям СМИ вьетнамское правительство решилось на подобную сделку в том числе всвязи с провокационными действиями Китая против своих соседей в Южно-Китайском море.

### Медицина и здравоохранение
В сентябре 2021 года Израиль безвозмездно поставил Вьетнаму оборудование для борьбы с коронавирусной инфекцией.

### Сельское хозяйство
9 сентября 2021 года израильский посол в Ханое подписал соглашение о сотрудничестве в сфере сельского хозяйства и водных ресурсов с правительством Вьетнама.

### Помощь Вьетнаму
Израиль отправлял большое количество специалистов во Вьетнам для тренировки и обучения своих вьетнамских коллег, особенно в области сельского хозяйства. Представители правительства и вьетнамские специалисты посещали Израиль в образовательных целях. Во многих областях были проведены учёбы и семинары «на местах», в сельском хозяйстве, орошении, скотоводстве, молокопродукции, образовании — под патронажем МАШАВ, Израильского центра по международному сотрудничеству.

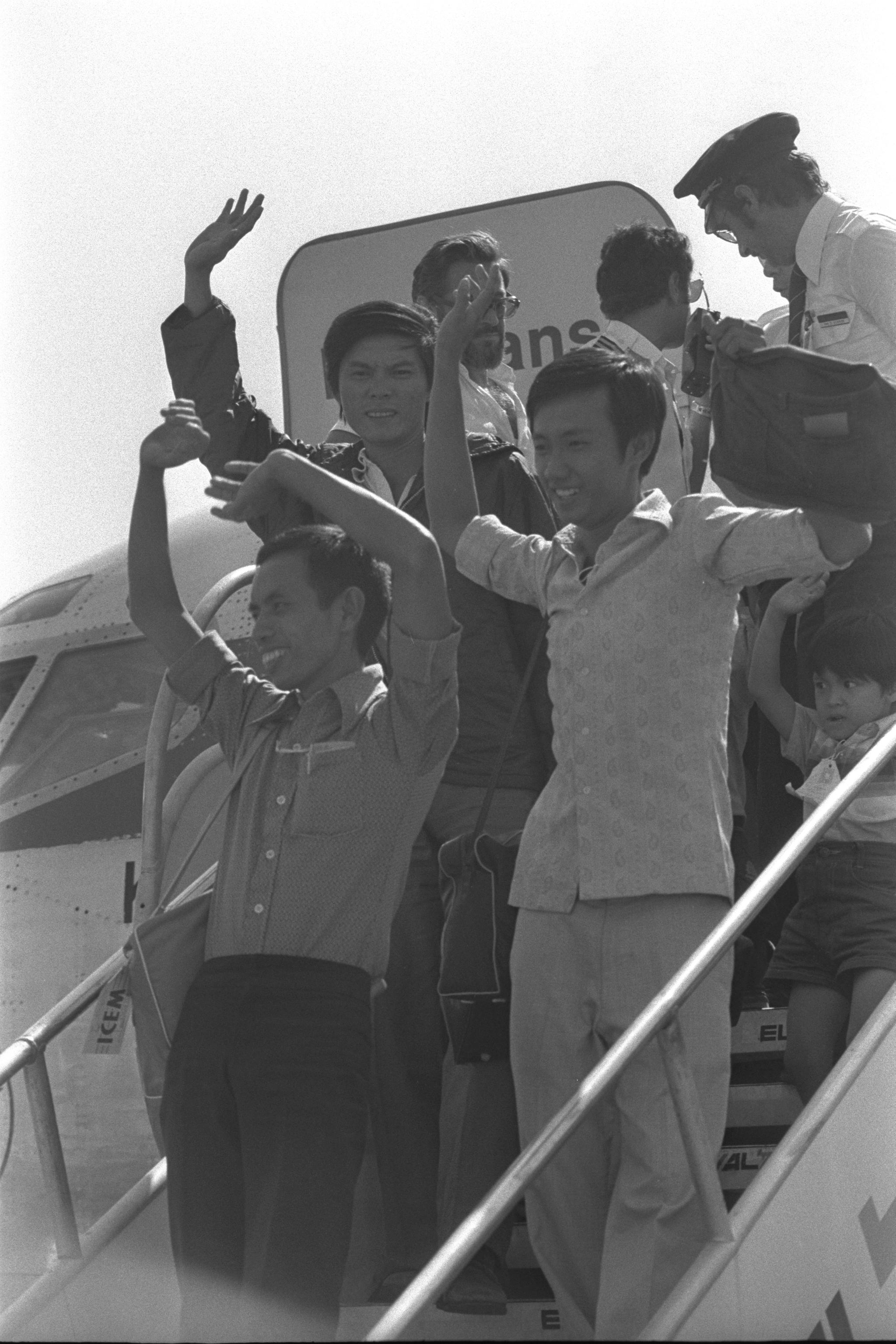
Вьетнамские беженцы прибывают в международный аэропорт им. Бен-Гуриона, 1977 год

### Технология
18 января 2010 года в Ханое прошел форум по научному и технологическому сотрудничеству между Вьетнамом и Израилем. Форум привлек порядка 160 бизнесменов из двух стран. Говоря о нём, как о первом подобном форуме во Вьетнаме, вице-председатель вьетнамской Палаты торговли и промышленности (VCCI) Pham Gia Tuc сказал, что вьетнамское правительство видит в Израиле важного партнера для продвижения сотрудничества со странами Ближнего Востока.
В 2016 году группа вьетнамских студентов и преподавателей посетила Израиль с целью изучения робототехники и стартапов.
В апреле 2017 года израильская компания «Water Gen» подписала меморандум о взаимопонимании с муниципалитетом Ханоя. Она будет поставлять во Вьетнам технологии для получения питьевой воды из воздуха (до 10 000 л воды в сутки). Компания также планирует развернуть завод во Вьетнаме для работы на местном и региональном рынках.

### Культурные связи
В 2014 году во Вьетнаме прошел фестиваль израильского кино в честь празднования 20-летия установления диплопатических отношений между двумя странами.
Большое количество книг израильских авторов были переведены на вьетнамский язык.

### Авиасообщение и туризм
В июле 2023 года в Иерусалиме в ходе визита в Израиль вьетнамской делегации было подписано соглашение об облегчении визивого режима для граждан Израиля, въезжающих во Вьетнам — с октября 2023 года они смогут получать электронную визу по облегченной процедуре. Кроме того, было объявлено о скором возобновлении прямого авиасообщения между странами.
В августе 2023 года министр экономики Израиля Нир Баркат посетил Вьетнам, где договорился со своим вьетнамским коллегой об открытии прямого авиасообщения между двумя странами. Первый рейс компании «Vietjet Air» запланирован на октябрь этого же года. Кроме того, с 16 августа 2023 года граждане Израиля смогут получить электронную визу, а не оформлять её в посольстве, как было ранее.

## Список послов

### Послы Израиля во Вьетнаме
- Надав Ашкар (2021)[37]

## Вьетнамцы в Израиле
После окончания Вьетнамской войны и вывода американских войск в 1977-79 гг. Израиль принял несколько сотен вьетнамских беженцев.